# Amos N. Wilson
Amos Nelson Wilson (23 de fevereiro de 1941 — 14 de janeiro de 1995) foi um psicólogo teórico, teórico social, autor, estudioso e pensador pan-africanista.

## Primeiros anos e educação
Nascido em Hattiesburg, Mississippi, em 1941, Wilson completou sua graduação na Morehouse College em Atlanta, Geórgia, completou o mestrado na The New School e o doutorado na Universidade Fordham em Nova Iorque. Wilson trabalhou como psicólogo, assistente social, supervisor de oficial de condicional e administrador de treinamento no Departamento de Justiça Juvenil da cidade de Nova Iorque. Como acadêmico, Wilson também lecionou na Universidade da Cidade de Nova Iorque de 1981 a 1986 e na Faculdade de New Rochelle de 1987 a 1995.

## Opiniões sobre poder e racismo
Wilson acreditava que os grandes diferenciais de poder entre africanos e não-africanos seriam o maior problema social do século XXI.[carece de fontes?] Ele acreditava que esses diferenciais de poder, e não simplesmente atitudes racistas, eram os principais responsáveis pela existência do racismo e pela contínua dominação de pessoas de ascendência africana em todo o mundo.[carece de fontes?]
Como estudioso da africologia, Wilson acreditava que os problemas sociais, políticos e econômicos enfrentados pelos negros, em todo o mundo, eram diferentes dos de outros grupos étnicos; portanto, ele argumentou que o conceito de "ensino igualitário" deveria ser abandonado em favor de uma filosofia e abordagens apropriadas às suas próprias necessidades. Wilson defendia que a função da educação e da inteligência era resolver os problemas específicos de um povo e de uma nação e garantir a sobrevivência biológica dessas pessoas e sua nação. Qualquer filosofia de educação ou abordagem que não fizesse isso era inadequada.[carece de fontes?]

A ideia de que precisamos chegar a um ponto maior do que aquele alcançado por nossos ancestrais só pode ser uma ilusão. A ideia de que, de alguma forma, de acordo com algum grande princípio universal, teremos melhores condições de vida do que as de nossos ancestrais é uma ilusão que muitas vezes resulta do não estudo da história e de não reconhecer que progressões e regressões ocorrem; que integrações e desintegrações ocorrem na história.

Amos Wilson
Wilson argumentou ainda que a noção mitológica de progresso na qual muitos negros acreditam era falsa; que a integração só poderia ocorrer e persistir, enquanto realidade socioeconômica, enquanto as economias mundiais e dos EUA continuassem a se expandir.[carece de fontes?] Se tal situação econômica se revertesse ou mudasse para o pior, as consequências que se seguiriam poderiam resultar em um aumento de conflitos raciais; assim, ele instou os negros a considerarem a desintegração como uma possibilidade realista — como forma de preparo para todos os cenários possíveis — com o entendimento de que não há garantia de que a integração durará para sempre.
Wilson também acreditava que o racismo é um fenômeno estrutural e institucionalmente derivado das desigualdades contidas nas relações de poder entre os diferentes grupos étnicos e que poderia persistir mesmo se e quando as suas manifestações mais claras não estivessem mais presentes.[carece de fontes?] Portanto, o racismo só poderia ser neutralizado transformando a sociedade (estruturalmente) e o sistema de relações de poder.

## Livros
- The Developmental Psychology of the Black Child (1978)
- Black-on-Black Violence: The Psychodynamics of Black Self-Annihilation in Service of White Domination (1990)
- Understanding Black Male Adolescent Violence: Its Prevention and Remediation (1992)
- Awakening the Natural Genius of Black Children (1992)
- The Falsification of Afrikan Consciousness: Eurocentric History, Psychiatry and the Politics of White Supremacy (1993)
- Blueprint for Black Power: A Moral, Political and Economic Imperative for the Twenty-First Century (1998)
- Afrikan-Centered Consciousness Versus the New World Order: Garveyism in the Age of Globalism (1999)
- The Developmental Psychology of the Black Child — Second Edition (2014)
- Issues of Manhood in Black and White: An Incisive Look at Masculinity and the Societal Definition of Afrikan Man (2016)